# Kristian Zedi
Kristian Zedi (* 31. August 1974 in Essen) ist ein ehemaliger deutscher Fußballspieler.

## Karriere
In der Jugend spielte Zedi für Schwarz-Weiß Essen und den VfB Essen-Nord. Zur Saison 1993/94 wechselte er zu Rot-Weiss Essen, wo er bis Sommer 1997 spielte und 55 Zweitligapartien bestritt und ein Tor erzielte. Anschließend wechselte er zu Fortuna Düsseldorf und machte 33 Zweitligaspiele, in denen ihm ein Tor gelang. Zur Saison 1999/2000 wechselte er zum 1. FSV Mainz 05, für den er aber nur zwei Zweitligaspiele machte und im Jahr 2002 im Alter von nur 28 Jahren seine Karriere aufgrund einer schweren Verletzung beendete. Zedi kam auf 90 Zweitligaspiele, in denen er zwei Tore schoss.
Nach seinem Karriereende absolvierte Zedi erfolgreich einen Lehrgang zum Sportfachwirt und wurde im Anschluss Leiter der Geschäftsstelle und Co-Trainer beim SV Meppen, wo er von 2006 bis 2008 arbeitete. Im November 2008 wurde er Co-Trainer beim KFC Uerdingen 05, trat aber nach nur einer Woche zurück, da der Cheftrainer Richard Towa beurlaubt wurde.

## Privates
Seine Eltern sind Angehörige der ungarischen Minderheit Serbiens. Sein Zwillingsbruder Rudolf war ebenfalls Fußballprofi.